# Пасуш, Луиш душ
Луиш душ Пасуш да Силва Кардозу (порт. Luís dos Passos da Silva Cardoso; 1955, Маланже) — ангольский военный и политик, в молодости активист МПЛА и офицер ФАПЛА. Участник антиколониального подполья и гражданской войны. Один из лидеров Мятежа «фракционеров». После подавления много лет скрывался в лесах. Легализовался во время политических реформ, основал Партию демократического обновления. На выборах 1992 баллотировался в президенты Анголы. Отошёл от политики, возглавил в Маланже провинциальное отделение Фонда социального обеспечения вооружённых сил Анголы.

## Подпольщик
Родился в семье врача из народности мбунду. Отец Луиша душ Пасуша был одним из первых стоматологов-африканцев в Португальской Анголе. После смерти отца двенадцатилетний Луиш вместе с семьёй переехал из Маланже в Луанду. Учился в Промышленном институте. По воспоминаниям душ Пасуша, семья с трудом адаптировалась в столице, окружающие воспринимали их как провинциалов из глубинки.
С подросткового возраста Луиш душ Пасуш был африканским левым националистом, сторонником независимости Анголы. Примкнул к молодёжной подпольной группе. Распространял листовки, планировал нападения и покушение на жестокого тюремщика. Эта информация стала известна ПИДЕ. В начале 1974 Луиш душ Пасуш вынужден был бежать в НР Конго. Вступил в марксистское движение МПЛА, проникся коммунистической идеологией.
С группой единомышленников Луиш душ Пасуш через Замбию вернулся в Анголу. Прошёл военную подготовку в лагере боевиков МПЛА в Мошико. Продемонстрировал большие способности, был зачислен в военинструкторы.

## Военный
11 ноября 1975 независимость НР Ангола была провозглашена под властью МПЛА. Луиш душ Пасуш получил офицерское звание в правительственной армии ФАПЛА. Командовал батальоном спецназа, участвовал в боях с антикоммунистическими повстанцами УНИТА и южноафриканскими регулярными войсками. В июне 1976 был вызван в Луанду и назначен политкомиссаром ВВС Анголы. По словам душ Пасуша, он не хотел принимать «политическую должность вместо военной» и пробыл на ней менее полугода. Затем в звании капитана служил в политуправлении генштаба ФАПЛА.
На этом посту Луиш душ Пасуш сблизился с командующим I военно-политическим округом, министром внутренней администрации Ниту Алвишем, начальником политуправления генштаба ФАПЛА Жозе Ван Дуненом, командиром 9-й бригады спецназа Жакоб Каэтану (Бессмертный Монстр). Примкнул к радикальному крылу МПЛА — Nitisatas, где зрело недовольство политикой президента НРА Агостиньо Нето.
Nitistas стояли на ортодоксально-коммунистических позициях, выступали за копирование советской системы и считали курс Нето «умеренным» и «оппортунистическим». Они возмущались коррупцией партийно-государственного аппарата, особенно в армии и полиции. Непосредственные участники боевых действий, Nitistas с недоверием относились к политическим руководителям, рассматривая их как «тыловую богему». Наконец, они принадлежали к негритянскому большинству населения и возражали против «непропорциональной роли в управлении» мулатов и белых. Между тем, мулатами были ближайшие сподвижники Нето — военный министр Энрике Каррейра и генеральный секретарь МПЛА Лусио Лара.
Луиш душ Пасуш полностью разделял все эти позиции. Он возмущался военной некомпетентностью политического руководства, пренебрежением начальства к бытовым условиям рядовых бойцов и младших командиров, случаями связей военачальников с УНИТА (а ранее и с ПИДЕ). Негативно относился к неравноправным отношениям Анголы с Кубой, подчинённому положению президента Нето перед Фиделем Кастро. Анголо-кубинские экономические связи душ Пасуш считал «грабительскими» со стороны Гаваны — например, демонтаж ангольских сахарных заводов и закупки сахара на Кубе.
В октябре 1976 Луиш душ Пасуш полностью поддержал Ниту Алвиша и Жозе Ван Дунена в их конфликте с Политбюро ЦК МПЛА. Оба были сняты со всех постов, исключены из партии и подвергнуты расследованию. К началу 1977 года душ Пасуш решил, что «не имеет ничего общего с Нето».

## Мятежник
Весной 1977 Nitistas решились на выступление. Луиш ду Пасуш стал одним из ведущих его лидеров. Официоз МПЛА ставил его в один ряд с такими деятелями, как Ниту Алвиш, Жозе Ван Дунен, политкомиссар ФАПЛА Эдуарду Бакалофф, Сита Валлиш.
Душ Пасуш отрицает заговорщицкий характер движения Nitistas, не признаёт их акцию попыткой переворота. По мнению душ Пасуша, Алвиш и его сторонники не имели плана действий, неадекватно оценивали ситуацию, наивно поддавались оперативной игре госбезопасности DISA. Весь расчёт строился на выступление 9-й бригады и массовую поддержку населения. Возможность силового ответа властей фактически не рассматривалась.
27 мая 1977 бронетехника 9-я бригады двинулась на правительственные объекты в Луанде. Луиш душ Пасуш сформировал отряд из чернокожей бедноты трущобного района Самбизанга. Удалось захватить 7 отдел полиции. В руках мятежников оказался командующий полицейским корпусом НРА Сантана Петрофф, ранее отдавший приказ стрелять по демонстрациям (кроме того, душ Пасуш имел к Петроффу особые претензии коррупционного плана). Однако Петрофф нанёс себе лёгкое огнестрельное ранение, и душ Пасуш приказал отвезти его в госпиталь. Впоследствии он приводил этот эпизод как доказательства «чрезмерного» гуманизма Nitistas, отсутствия путчистских замыслов и подобающей решительности. В то же время, душ Пасушу впоследствии предъявлялось убийство взятого в заложники министра финансов Сайди Мингаша. Душ Пасуш не признавал своей вины.
На правах политкомиссара душ Пасуш вышел на связь с советским и кубинским представителями. Он рассчитывал склонить их к переговорам с Алвишем и Ван Дуненом. Однако советский советник отказался комментировать ситуацию, кубинский высказался с жёсткой враждебностью.
Отряд душ Пасуша вооружился и захватил Rádio Nacional. Эта операция стала одним из немногих успехов Nitistas. Но к середине дня мятеж был подавлен правительственными силами при решающей кубинской поддержке. Впоследствии душ Пасуш выражал сожаление, что не застрелил руководителей штурма радиостанции — кубинского полковника Лимонту, офицеров DISA Онамбве и Каштру Делфина — хотя имел такую возможность.

## Нелегал
Примерно сто Nitistas, включая нескольких лидеров, попытались скрыться в труднодоступных районах Дембуша (родные места Ниту Алвиша). Были планы организовать партизанское движение, подобное ангольской ЭПЛА или кубинскому M-26-7. Однако этого не удалось — DISA и кубинцы организовали жёсткое преследование. Алвиш, Ван Дунен, Бакалофф, Каэтану, Валлиш, Педру Фортунату, Давид Машаду, Руй Коэлью и другие лидеры Nitistas были схвачены и убиты. В массовых репрессиях погибли десятки тысяч ангольцев.
Луиш душ Пасуш с несколькими единомышленниками сумели скрыться, передвигаясь по тропическим лесам, селениям и кофейным фермам. Они применили рискованную хитрость, находясь невдалеке от армейских казарм — где DISA не ожидали их обнаружить. Жили в замаскированных землянках, пропитание добывали охотой, рыболовством, сбором плодов и кореньев. Голод и болезни были обычным явлением. Несколько раз случались столкновения с патрулями. Приходилось избегать также встреч с политически враждебными повстанцами УНИТА/ФАЛА, укрываться от бомбардировок правительственной авиации, направленных против ФАЛА. Лечились лекарственными травами, раны зашивали иглой, зубы вырывали самостоятельно. По словам душ Пасуша, держаться помогал «воинствующий оптимизм марксизма».
Эти скитания продлились 12 лет и 7 месяцев. За долгие годы Луиш душ Пасуш многое обдумал и переоценил. Раздумья, почему население не поддержало Nitistas, он называл печальными.

## Политик
В 1989 политика правящей МПЛА смягчилась под влиянием общемировых процессов. Президент Жозе Эдуарду душ Сантуш объявил курс национального примирения. Политические противники, отказавшиеся от вооружённой борьбы, получали помилование. Луиш душ Пасуш счёл возможным выйти из укрытия и легализоваться. Он отмечал, что анкеты Министерстве госбезопасности (ведомство, сменившее DISA) содержали графы для членов УНИТА, ФНЛА и ФЛЕК — но не для «фракционеров»-Nitistas. Вероятно, предполагалось, что никто из них не остался в живых.
В начале 1990-х руководство МПЛА провозгласило политические реформы — отказ от государственной идеологии марксизма-ленинизма, переход к многопартийной демократии. Началось создание новых партий. 16 декабря 1990 Луиш душ Пасуш учредил Партию демократического обновления (PRD). Кадровую основу составили выжившие в репрессиях сторонники Nitisatas. Затем около года президентом (председателем) PRD являлся Жуакин Пинту де Андраде, с апреля 1992 — вновь Луиш душ Пасуш.
Идеология PRD не повторяла ортодоксальный коммунизм-«нитизм», но основывалась на одной из версий демократического социализма. Партия отличалась эффективной организованностью, регистрацию получила раньше других. Предполагалось, что PRD станет третьим элементом ангольской политической системы, наряду с МПЛА и УНИТА. В этой связи душ Пасуш подвергался критике радикальных Nitistas за «умеренность» и «сговорчиваость».
В преддверии первых многопартийных выборов, назначенных на осень 1992 года, Луиш душ Пасуш искал чёткого позиционирования в новом политическом раскладе. PRD выдвигала свой список, душ Пасуш баллотировался в президенты. Предвыборная риторика отличалась жёсткой критикой МПЛА за преступления и эксцессы. При посредничестве Элиаша Салупето Пены он провёл переговоры с лидером УНИТА Жонашем Савимби. Позитивных результатов эти контакты не дали: по отзыву душ Пасуша, Савимби воспринимал представителей PRD как «младших» и не скрывал этого. Тем не менее, душ Пасуш выражал уверенность, что в первом туре PRD получит 20 % голосов, а во втором призовёт своих избирателей голосовать за УНИТА и Савимби.
На выборах 1992 за PRD проголосовали 0,89 %, за Луиша душ Пасуша — 1,47 %. В парламент прошёл только один депутат от PRD. Второй тур не проводился, последовала Хэллоуинская резня и новая вспышка гражданской войны. В последующие годы позиция душ Пасуша заметно сблизилась с официальной. Он встречался с президентом душ Сантушем, демонстрировал готовность к сотрудничеству, высказывался за международные санкции против Савимби.
В 2008 Луиш душ Пасуш был переизбран во главе своей партии, но на парламентских выборах PRD потеряла представительство. Радикальные оппоненты душ Пасуша объясняли неудачу партийного проекта сговором с душ Сантушем, оттолкнувшим оппозиционный электорат и отходом от традиционного радикализма Nitistas. Сам он находил иные причины — бюрократическое давление, разобщённость оппозиционных сил.

## Принцип
После электоральной неудачи PRD свернула активность, Луиш душ Пасуш отошёл от политики. Он поступил на госслужбу и возглавил в провинции Маланже отделение Фонда социального обеспечения вооружённых сил Анголы. Значительно урезал количество получателей пособий.
Луиш душ Пасуш считается одним из главных в Анголе специалистов по событиям 1977 года, выступает со своей концепцией и оценками. Он отрицает, что убийство заложников совершили Nitistas, возлагает ответственность на спецкоманду DISA — «чтобы оправдать сделанное потом». Извинения за «непропорциональное применение силы», принесённое президентом Жуаном Лоренсу в 2021, считает неискренним политическим манёвром. Главный и принципиальный его тезис: выступление Nitistas было не неудавшимся переворотом, а подавленным восстанием.